# Nomarcha
Nomarcha (z gr. nomarches, nomorchos od nomos - pastwisko, okręg, prowincja; egip. adż-mer lub heka-hut) – w starożytnym Egipcie wyższy urzędnik i zarządca nomów, kierował pracą niższych urzędników, do jego obowiązków należało składanie przed królem szczegółowych raportów o stanie zasobów państwowych. Kariera nomarchy była uzależniona od łaski władcy. (gr. nom, egip. sepat).

## Inne określenia funkcji
Najstarszą formą tego tytułu był „ten, który drąży kanały”. Inne spotykane w literaturze określenia: książę nomu, naczelnik nomu, zarządca nomu, namiestnik, gubernator nomu.

## Zakres władzy
W zakres jego władzy wchodziły sprawy administracyjne, prawne, wojskowe i religijne. Był pierwszym kapłanem lokalnego bóstwa i zwierzchnikiem kapłanów swojego nomu, a także odpowiedzialnym za utrzymanie systemu irygacyjnego (adż-mer) oraz zarządzanie majątkami (heka-hut). W okresie Starego Państwa do jego obowiązków należało rekrutowanie oddziałów do armii władcy, w czasach Średniego i Nowego Państwa dysponował siłami wojskowo-policyjnymi czuwającymi nad sprawami bezpieczeństwa wewnętrznego w nomie. Jako zwierzchnikowi urzędników nomu podlegali mu naczelnicy miast i dowódcy zamków, zakres tej zwierzchności nie jest jednak znany. 

## Nomarchowie w historii Egiptu
Pierwsze doniesienia o istnieniu nomów i urzędu nomarchy pochodzą z okresu Starego Państwa, ściślej z czasów Dżesera, ale istniały niewątpliwie o wiele wcześniej. Urząd ten był początkowo pełniony na czas określony lub co najwyżej dożywotnio, a nomarchowie byli powoływani przez władców i całkowicie od nich zależni. Wywodzili się oni wówczas z rodziny królewskiej i częściej rezydowali na dworze królewskim niż w swoim nomie.
Faraonowie chcąc zjednoczyć kraj i zapewnić mu stabilizację, dążyli do pozyskania sobie arystokracji poszczególnych nomów, a więc także i najwybitniejszych jej przedstawicieli, nomarchów. Nadawali im liczne przywileje, tytuły i nadania ziemskie. Władcy zaczęli zawierać małżeństwa z kobietami z arystokracji prowincjonalnej (Pepi I). Od czasu rządów V dynastii urząd nomarchy stał się urzędem dziedzicznym, przechodzącym z ojca na syna. Wszystko to spowodowało wzrost bogactwa i znaczenia dostojników lokalnych, co szczególnie silnie uwidoczniło się pod koniec panowania VI dynastii. Można to zaobserwować szczególnie na przykładzie wspaniałych, zachowanych grobowców – mastab z tego okresu (np. Harchufa, Hekaiba, Iziego czy Mechu) na lokalnych nekropolach w Cusae, Achmim, Abydos, Edfu czy na Elefantynie, dorównujących wystrojem grobowcom faraonów. Było to nie do pomyślenia we wcześniejszym okresie. 
Rosnąca potęga i tym samym rosnące ambicje nomarchów stały się jednym z głównych powodów upadku Starego Państwa i nastania okresu chaosu i upadku gospodarczego zwanego Pierwszym Okresem Przejściowym. Wówczas to poszczególni naczelnicy usamodzielnili się i zaczęli prowadzić wojny przeciwko innym nomarchom, wystawiając swoje prywatne armie. 
Z walki tej zwycięsko wyszli nomarchowie z Teb, którzy utworzyli XI dynastię. Pod władzą silnych władców z XII dynastii Egipt znowu był scentralizowanym i dobrze rządzonym państwem, w którym reformy administracyjne nowych władców odebrały miejscowym dostojnikom część władzy, jaką udało im się zdobyć w Pierwszym Okresie Przejściowym, choć dynastie Średniego Państwa same wywodziły się z rodów nomarchów. Władcy zaakceptowali dziedziczny charakter urzędu, ale teraz to od władcy nomarchowie otrzymywali prowincję we władanie, starali się więc być wiernymi i posłusznymi urzędnikami. Z drugiej strony dążyli do zjednania sobie ludu podległego sobie nomu, którego interesów bronili często bardziej niż interesów władcy. W epoce tej nomarchowie dysponowali rozwiniętą administracją lokalną, której struktura naśladowała strukturę administracji centralnej. 
W Drugim Okresie Przejściowym władza centralna znowu uległa osłabieniu, co sprzyjało wzmocnieniu pozycji naczelników nomów. Najazd i panowanie Hyksosów zmieniło jednak istniejącą strukturę administracyjną, w związku z czym należące do nomarchów dobra wróciły do państwa i świątyń.
Nomy jednak przetrwały. W okresie Nowego Państwa nomarchowie, choć nadal potężni i obdarzani licznymi funkcjami i tytułami, byli całkowicie zależni od decyzji monarchy. Dopiero w Epoce Późnej odzyskali oni władzę książęcą w swoich nomach oraz swoje dziedziczne lenna.
W okresie ptolemejskim i rzymskim nomarchowie byli już jedynie wiernymi i starannymi urzędnikami. 
Urząd nomarchy został zlikwidowany wraz z nomem jako jednostką terytorialno-administracyjną w VII wieku n.e., po podboju Egiptu przez Arabów.